# Tolly Thompson
Tollen "Tolly" Thompson (ur. 24 czerwca 1973) – amerykański zapaśnik w stylu wolnym. Brązowy medalista mistrzostw świata w 2005. Trzy medale na mistrzostwach panamerykańskich, złoto w 1998 i 2002. Drugi w Pucharze Świata w 2007 i trzeci w 2005 roku.
Zawodnik Janesville High School i University of Nebraska. Trzy razy All-American (1995–1997) w NCAA Division I, pierwszy w 1995; trzeci w 1996 i 1997 roku.